# 12695 Utrecht
12695 Utrecht este un asteroid din centura principală de asteroizi.

## Descriere
12695 Utrecht este un asteroid din centura principală de asteroizi. A fost descoperit pe 1 aprilie 1989 la Observatorul La Silla de Eric Walter Elst. El prezintă o orbită caracterizată de o semiaxă mare de 2,57 ua, o excentricitate de 0,25 și o înclinație de 3,9° în raport cu ecliptica.